# Anthon van Rappard
Anthon van Rappard, nato  Anthon Gerard Alexander van Rappard, (Zeist, 14 maggio 1858 – Santpoort-Zuid, 21 marzo 1892), è stato un pittore olandese  allievo di Lawrence Alma-Tadema e per circa quattro anni amico e mentore di Vincent van Gogh, che lo apprezzava, fra l'altro, per il suo interesse verso il sociale.

## Biografia

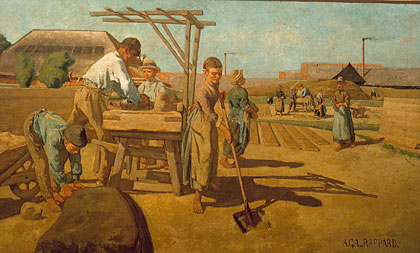
Operai che fabbricano mattoni.

Secondo quanto riportato dal Rijksbureau voor Kunsthistorische Documentatie (RKD) operò a Parigi, Bruxelles, Utrecht, Amsterdam e Terschelling prima di stabilirsi a Santpoort. Studiò alla Rijksakademie e fu uno dei membri delle società artistiche di Utrecht, Kunstliefde e Utrechtse Kunstkring (da lui fondate con l'amico Ludwig Willem Reymert Wenckebach) e della Arti et Amicitiae di Amsterdam.
Le lettere scritte da Vincent van Gogh a Van Rappard, durante la loro corrispondenza negli anni 1881-1885, sono fra le fonti principali della biografia di van Gogh e delle sue opere. Oggi le opere di van Rappard sono rare, a causa della sua breve attività artistica, e molto quotate.